# La Bâtie-Neuve
La Bâtie-Neuve – miejscowość i gmina we Francji, w regionie Prowansja-Alpy-Lazurowe Wybrzeże, w departamencie Alpy Wysokie.

## Demografia
Według danych na rok 1990 gminę zamieszkiwało 1327 osób, a gęstość zaludnienia wynosiła 47 osób/km². W styczniu 2015 r. La Bâtie-Neuve zamieszkiwało 2498 osób, przy gęstości zaludnienia wynoszącej 89,2 osób/km².